# Yoo In-young
Yoo Hyo-min (sinh ngày 5 tháng 1 năm 1984), thường được biết đến với nghệ danh Yoo In-young (tiếng Hàn: 유인영; Hanja: Yu In-yeong), là một nữ diễn viên người Hàn Quốc. Yoo bắt đầu sự nghiệp giải trí của mình với tư cách là một người mẫu quảng cáo trước khi tham gia diễn xuất vào năm 2005. Trong sự nghiệp diễn xuất, Yoo được biết đến với những vai phản diện hoặc các nhân vật có số phận bi thảm.
Năm 2013, Yoo được chọn làm người mẫu cho Elizabeth Arden, trở thành diễn viên Hàn Quốc đầu tiên đại diện độc quyền cho thương hiệu mỹ phẩm này tại khu vực châu Á.

## Sự nghiệp
Trong năm 2005, Yoo In Young thể hiện vai nữ thứ chính Yoon Ja Kyung trong bộ phim truyền hình Tình mãi không nguôi. Trong những năm sau đó, Yoo được biết đến nhiều hơn với vai diễn của cô trong Sát thủ hào hoa (2010) và Bà mẹ khờ khạo (2012).
Năm 2013, Yoo tham gia đóng vai trong bốn tập của bộ phim truyền hình nổi tiếng Vì sao đưa anh tới với hai diễn viên chính Kim Soo Hyun và Jun Ji Hyun thủ vai. Trong năm 2014, cô tham gia hai bộ phim cổ trang Ba chàng ngự lâm với Lee Jin-wook, Yang Dong-geun, và Hoàng hậu Ki với Ha Ji Won, Joo Jin-mo, Ji Chang-wook.
Năm 2015, Yoo đã đóng vai phản diện chính trong bộ phim melodrama Mặt nạ cùng với ba bạn diễn khác là Soo Ae, Joo Ji-hoon và Yeon Jung-hoon. Cùng năm đó, cô tham gia bộ phim Nữ thần của tôi cùng với nữ chính Shin Min-ah.

## Danh sách phim

### Phim truyền hình
| Năm  | Tựa đề                                                 | Vai diễn                   | Kênh phát sóng | Nguồn         |
| ---- | ------------------------------------------------------ | -------------------------- | -------------- | ------------- |
| 2005 | Drama City "Oh! Sarah"                                 | Sarah                      | KBS2           |               |
| 2005 | Tình mãi không nguôi                                   | Yoon Ja-kyung              | KBS2           |               |
| 2006 | Nữ hoàng tuyết                                         | Lee Seung-ri               | KBS2           |               |
| 2007 | Drama City "Cho Yong-pil in Our Memories"              | Chan-joo                   | KBS2           |               |
| 2007 | Thích hay không                                        | Bong Soo-ah                | KBS1           |               |
| 2008 | My Precious You                                        | Baek Se-ra                 | KBS2           |               |
| 2010 | Sát thủ hào hoa                                        | Jang-mi                    | MBC            |               |
| 2011 | Drama City "Gián điệp hoàn hảo"                        | Lee Min-jung               | KBS2           |               |
| 2011 | Bạn đây rồi, bạn đang ở đây rồi, bạn thực sự ở đây rồi | Kim Sae-bom                | MBN            | [ 6 ]         |
| 2012 | Bà mẹ khờ khạo                                         | Oh Chae-rin                | SBS            | [ 7 ]         |
| 2012 | My Husband Got a Family                                | Yoo Shin-hye (khách mời)   | KBS2           |               |
| 2013 | Thiên tài Quảng cáo Lee Tae-baek                       | Han Byul (khách mời)       | KBS2           |               |
| 2013 | Mẹ Ơi, Cố Lên                                          | Lee Soo-jin                | SBS            | [ 8 ]         |
| 2013 | Drama City "The Memory in My Old Wallet"               | Han Ji-woo                 | KBS2           | [ 9 ]         |
| 2013 | Drama City "The Strange Cohabitation"                  | Kim Shin-ae                | KBS2           | [ 10 ]        |
| 2013 | Hoàng hậu Ki                                           | Yeon Bi-su                 | MBC            | [ 11 ]        |
| 2013 | Vì sao đưa anh tới                                     | Han Yoo-ra (khách mời)     | SBS            | [ 12 ]        |
| 2014 | Ba chàng ngự lâm                                       | Jo Mi-ryeong               | tvN            | [ 13 ]        |
| 2014 | Drama Festival "4teen"                                 | Gom-ja                     | MBC            |               |
| 2015 | Mặt nạ                                                 | Choi Mi-yeon               | SBS            | [ 14 ]        |
| 2015 | Nữ thần của tôi                                        | Oh Soo-jin                 | KBS2           | [ 15 ]        |
| 2016 | Tìm lại cuộc đời                                       | Yoon Ma-ri                 | MBC            | [ 16 ]        |
| 2017 | Cuộc đời vàng của tôi                                  | Jang So-ra                 | KBS2           | [ 17 ]        |
| 2018 | Let's Look at the Sunset Holding Hands                 | Shin Da-hye                | MBC            | [ 18 ]        |
| 2020 | Giả danh                                               | Im Ye-eun / Im Jung-eun    | SBS TV         |               |
| 2022 | Tình yêu điên cuồng                                    | Baek Soo-young (khách mời) | KBS2           | [ 19 ] [ 20 ] |

### Phim lẻ
| Năm  | Tựa đề                        | Vai diễn                                     | Ghi chú |
| ---- | ----------------------------- | -------------------------------------------- | ------- |
| 2004 | Spy Girl                      | Woo Wol-ran                                  |         |
| 2006 | Les Formidables               | Han Mi-rae                                   |         |
| 2008 | Crazy Waiting                 | Kang Jin-ah                                  |         |
| 2008 | Like Father, Like Son         | Ma-ri                                        |         |
| 2010 | Remember When                 | giáo viên Piano                              |         |
| 2011 | A Piano On the Sea            | Eun-soo                                      |         |
| 2012 | Rain and Rain                 | Ji-eun                                       |         |
| 2013 | Queen of the Night            | tình nhân giấu mặt của Young-soo (khách mời) |         |
| 2015 | Chạy đâu cho thoát            | Da-hye                                       |         |
| 2016 | Misbehavior                   | Choo Hye-young                               | [ 21 ]  |
| 2017 | House of the Disappeared      | Adult Yeon-hee (khách mời)                   |         |
| 2018 | Cheese in the Trap            | Baek In-ha                                   | [ 22 ]  |
| 2023 | Work later drink now season 2 |                                              |         |
| TBA  | Một ngày ở Tongyeong          | Hee-yeon                                     | [ 23 ]  |

## Giải thưởng và đề cử
| Năm  | Giải thưởng | Loại                                                                             | Đề cử danh hiệu              | Kết quả   |
| ---- | --- | -------------------------------------------------------------------------------- | ---------------------------- | --------- |
| 2007 | Giải thưởng phim truyền hình KBS                                                                                     | Nữ diễn viên hay nhất trong phim truyền hình đặc biệt/HDTV Novel/một màn         | Cho Yong-pil in Our Memories | Đoạt giải |
| 2007 | Giải thưởng phim truyền hình KBS                                                                                     | Nữ diễn viên mới xuất sắc nhất                                                   | Thích hay không              | Đề cử     |
| 2008 | Baeksang Arts Awards lần thứ 44                                                                                      | Nữ diễn viên mới xuất sắc nhất (TV)                                              | Thích hay không              | Đề cử     |
| 2011 | Giải thưởng điện ảnh vàng lần thứ 33                                                                                 | Phim ngắn hay nhất                                                               | Remember When                | Đoạt giải |
| 2011 | Giải thưởng phim truyền hình KBS                                                                                     | Nữ diễn viên xuất sắc nhất trong bộ phim truyền hình đặc biệt/HDTV Novel/một màn | Perfect Spy                  | Đề cử     |
| 2012 | Giải thưởng Văn hóa và Giải trí Hàn Quốc lần thứ 20                                                                  | Giải thưởng xuất sắc, nữ diễn viên của một bộ phim                               | Bà mẹ khờ khạo               | Đoạt giải |
| 2012 | Giải thưởng phim truyền hình SBS                                                                                     | Giải thưởng đặc biệt, Nữ diễn viên trong phim cuối tuần/hàng ngày                | Bà mẹ khờ khạo               | Đề cử     |
| 2013 | Giải thưởng Liên hoan Người mẫu Châu Á lần thứ 8                                                                     | Giải thưởng thời trang                                                           | —                            | Đoạt giải |
| 2013 | APAN Star Awards lần thứ hai                                                                                         | Thời trang đẹp nhất                                                              | Mẹ ơi, cố lên!               | Đoạt giải |
| 2015 | APAN Star Awards lần thứ tư                                                                                          | Giải Ngôi sao nổi tiếng, Nữ diễn viên                                            | Mặt nạ                       | Đoạt giải |
| 2015 | Giải thưởng phim truyền hình SBS\| Giải thưởng đặc biệt, Nữ diễn viên trong bộ phim truyền hình có độ dài trung bình | Đoạt giải                                                                        | Mặt nạ                       |           |
| 2016 | Giải thưởng phim truyền hình MBC                                                                                     | Giải thưởng xuất sắc, Nữ diễn viên trong một Miniseries                          | Tìm lại cuộc đời             | Đề cử     |
| 2017 | Giải thưởng nghệ thuật phim Chunsa lần thứ 22                                                                        | Nữ diễn viên phụ xuất sắc nhất                                                   | Misbehavior                  | Đoạt giải |
| 2017 | Giải thưởng Ngôi sao tỏa sáng điện ảnh Hàn Quốc 2017                                                                 | Giải thưởng phổ biến                                                             | Misbehavior                  | Đoạt giải |
| 2017 | Giải thưởng phim Buil lần thứ 26                                                                                     | Nữ diễn viên phụ xuất sắc nhất                                                   | Misbehavior                  | Đề cử     |